# Димитър Делипавлов
Димитър Данаилов Делипавлов е български ботаник, професор в катедрата по ботаника към Аграрен университет – Пловдив.

## Биография
Роден е на 20 юли 1919 в Равногор. Завършва гимназия в Пещера. През 1944 г. завършва агрономство в Агрономическия факултет на Софийския университет. В 1948 г. постъпва като асистент в катедрата по земеделска ботаника към Висшия селскостопански институт в Пловдив. През 1960 г. защитава научна дисертация на тема „Ливадно растителни асоциации по поречието на река Стряма“. Избран е за доцент през 1961 г., а от 1969 г. е професор. От 1966 до 1968 г. е заместник декан на Агрономическия факултет на Висшия селскостопански институт. До 1984 г. преподава в катедрата по ботаника. Почива през 2000 г.

## Научни открития
Димитър Делипавлов открива и описва няколко вида растения:
- През 1952 г. открива и описва балканския ендемит Родопски крем (Lilium rhodopeum).
- През 1971 г. открива и описва българския ендемит Стояново лютиче (Ranunculus stojanovii).
- През 1976 г. край село Симеоново, област Ямбол открива и описва българския ендемит блестящо лале (Tulipa splendens).